# 馬姆費
馬姆費（或）是非洲中西部國家喀麥隆的城市，由西南省負責管轄，位於該國西北部，距離與尼日利亞接壤邊界約60公里，市內有機場設施，2001年人口20,300。
5°46′N 9°17′E / 5.767°N 9.283°E